# Отели «Дан»
Отели «Дан» — сеть израильских высококлассных отелей, основанная в 1947 году. Сеть владеет 14 отелями на 3669 номеров, конференц-центром и учебным центром, а также гостиницей на 226 номеров в Бангалоре, Индия.

## История
В июне 1947 года Екутиэль и Шмуэль Федерманы арендовали небольшой отель-пансион «Кэте Дан» («Kaete Dan») на пляже  Тель-Авива у его тогдашнего владельца, Авраама Штемберга. В 1956 году Федерманы выкупили пансион и построили на его месте отель «Дан», приняв, тем самым имя его основательницы и первой владелицы Кэте Дан, женщины очень известной в тогдашнем Тель-Авиве, и образовали компанию «Dan Hotels Corporation». Отель «Дан» стал первым высококлассным отелем Тель-Авива. 
В 1957 году Федерманы приобрели отель «Царь Давид» в Иерусалиме . В 1958 году они приобрели пляжный комплекс «Дан Аккадия» в Герцлии, в 1960 году — «Дан Кармель» в Хайфе, а в 1971 году — «Дан Кейсария» в Кейсарии.   
Несмотря на экономические проблемы в 1980-х годах, сеть расширялась. Были открыты два отеля «Дан Панорама» в Тель-Авиве и в Хайфе. В 1995 году был открыт отель «Дан Эйлат», за ним последовали «Дан Панорама» в Иерусалиме, «Дан Гарденс» в Ашкелоне и «Дан Панорама» в Эйлате В 2000 году был реконструирован и переоборудован отель «Двир» в Хайфе, который переименовали в «Дан Гарденс Хайфа». Здесь находится база школы поваров «Дан Гурме». В 2007 году компания купила отель «Ариэль» в Иерусалиме, который после ремонта был вновь открыт как отель-бутик «Дан». На горе Скопус в Иерусалиме был недавно приобретен отель «Хаят-Ридженси», переименованный после ремонта в «Дан Иерусалим».
В 2017 году сеть приобрела первую недвижимость за рубежом, в Бангалоре, Индия. Отель на 226 номеров, расположенный в районе Уайтфилд был назван «The Den» («Логово»). В июне 2018 года сеть открыла в Тель-Авиве отель «Link & Hub» . В декабре 2018 года дирекция сети отелей «Дан» обсуждала возможность приобретения гостиничных объектов Израильской компании по освоению земель, которой принадлежит сеть отелей «Римоним». 

## Отели
- Иерусалим : 
  - «Царь Давид» (237 номеров),
  - «Дан Панорама Иерусалим» (292 номера),
  - «Дан Иерусалим» (505 номеров)
  - «Dan Boutique Jerusalem»  (129 номеров)

- Тель-Авив : 
  - Дан Тель Авив (280 номеров),
  - Дан Панорама Тель Авив (476 номеров),
  - Link Hub & Hotel Тель Авив (93 номера).
- Герцлия : Дан Аккадия (209 номеров).
- Кейсария : Дан Кейсария (116 номеров).
- Хайфа:
  - Dan Carmel (227 номеров),
  - Dan Panorama Haifa (266 номеров),
  - Dan Gardens Haifa (31 номер).
- Эйлат : 
  - Дан Эйлат (378 номеров),
  - Дан Панорама Эйлат (277 номеров).
- Ашкелон : Дан Гарденс Ашкелон (248 номеров).
- Бангалор, Индия : The Den (226 номеров).

## Награды
- 2018: Отель «Link Hotel & Hub» вошел в сотню самых невероятных отелей в мире[6].

## Галерея

Отели «Дан»
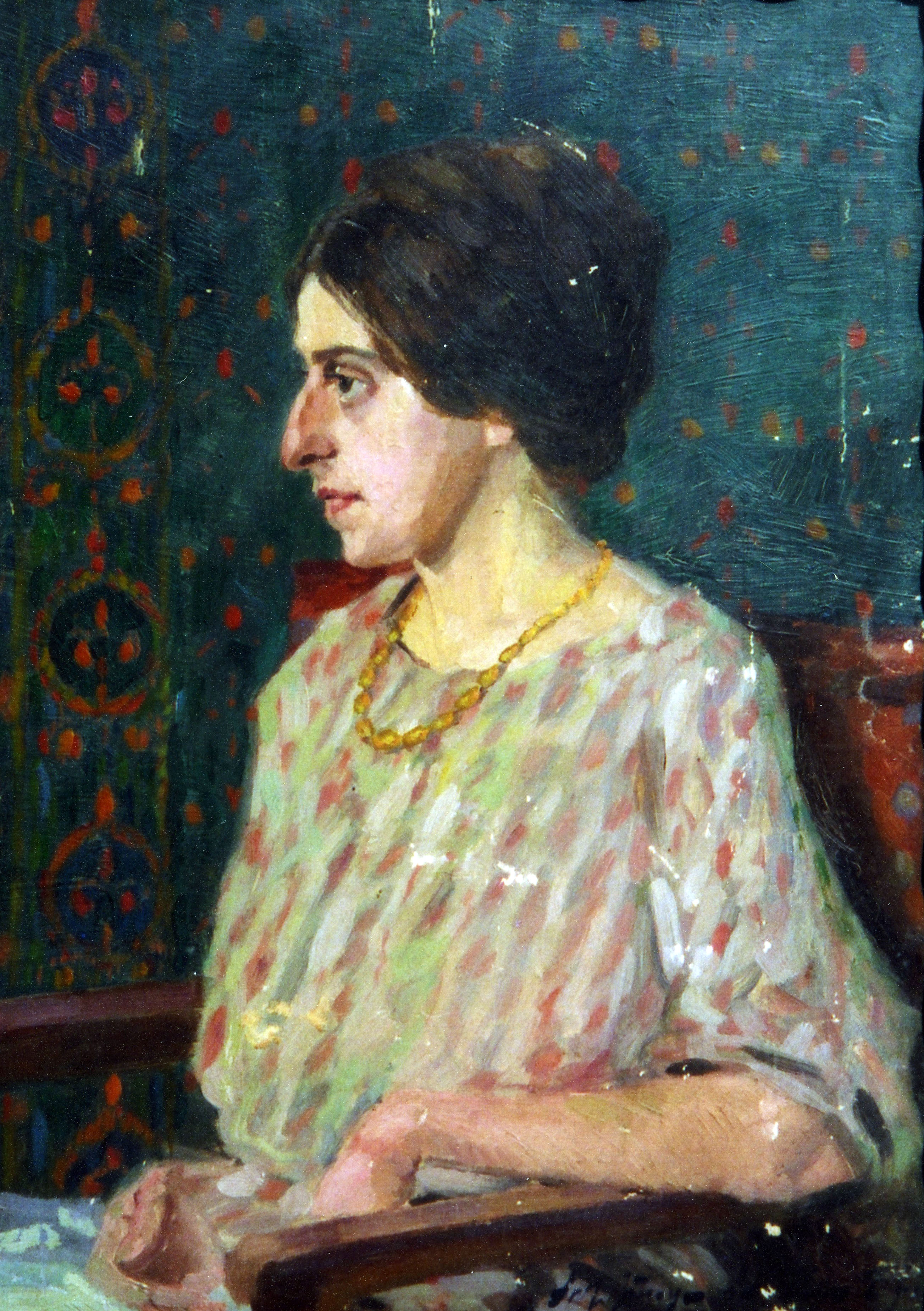
Кэте Дан, сестра жены немецкого художника Карла Юнга-Дёрфлерса (Carl Jung-Dörflers)
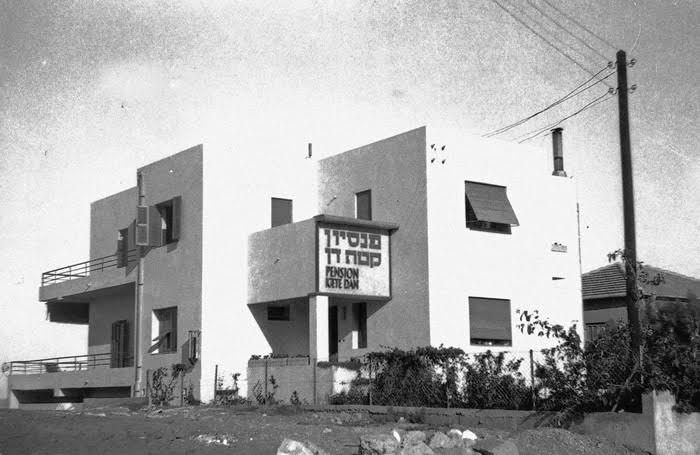
Пансион «Кэте Дан» на пляже Тель-Авива
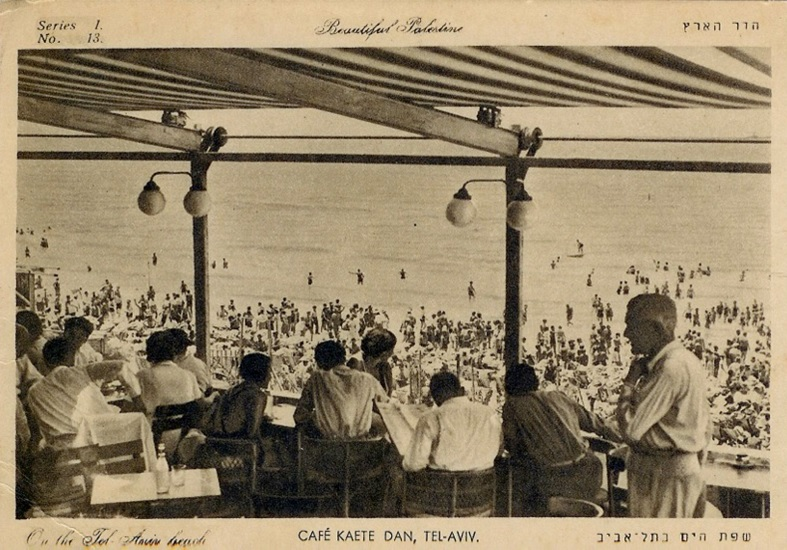
Кафе «Кэте Дан» на пляже Тель-Авива, 1935 год
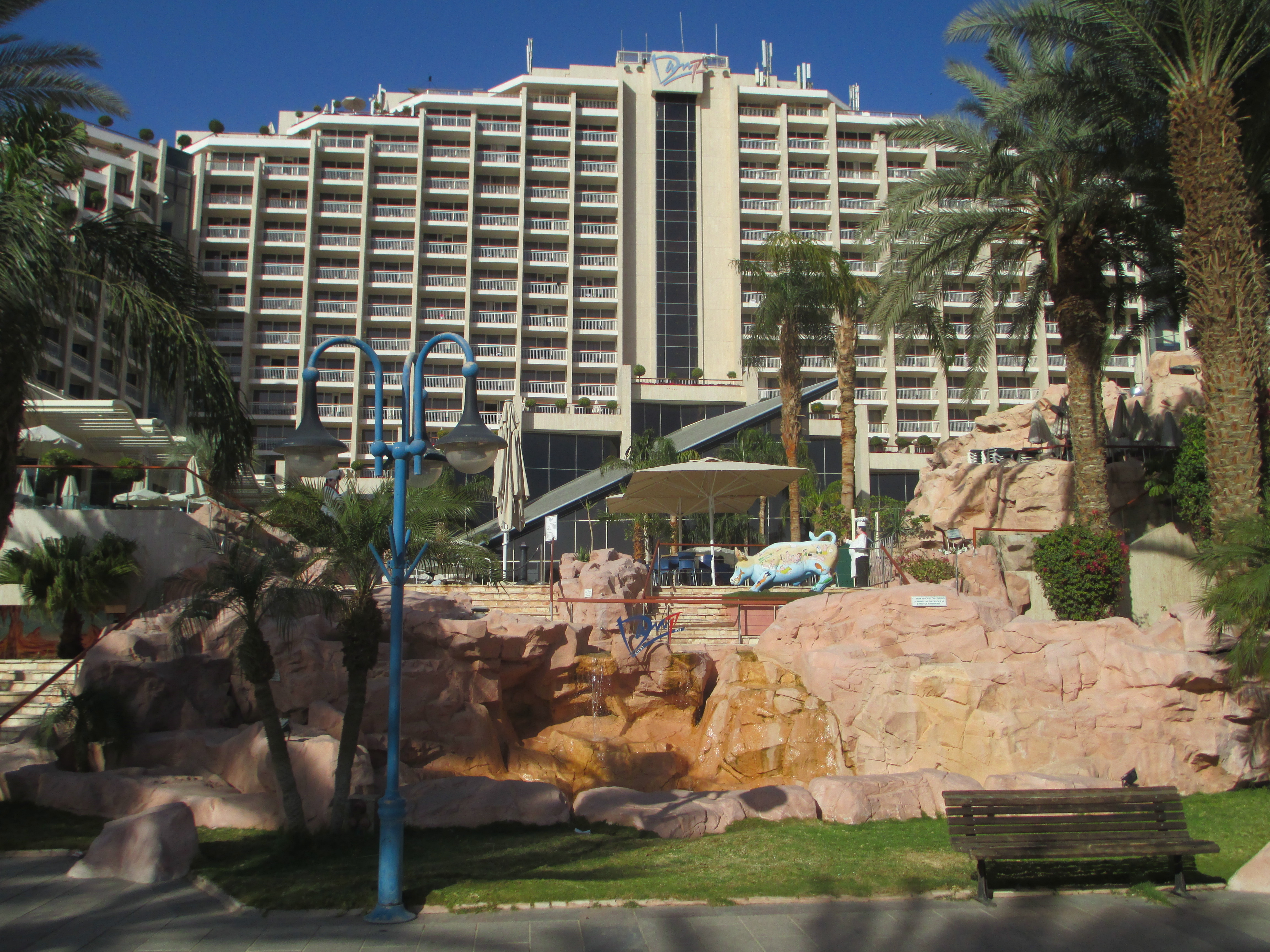
Отель «Дан Эйлат»
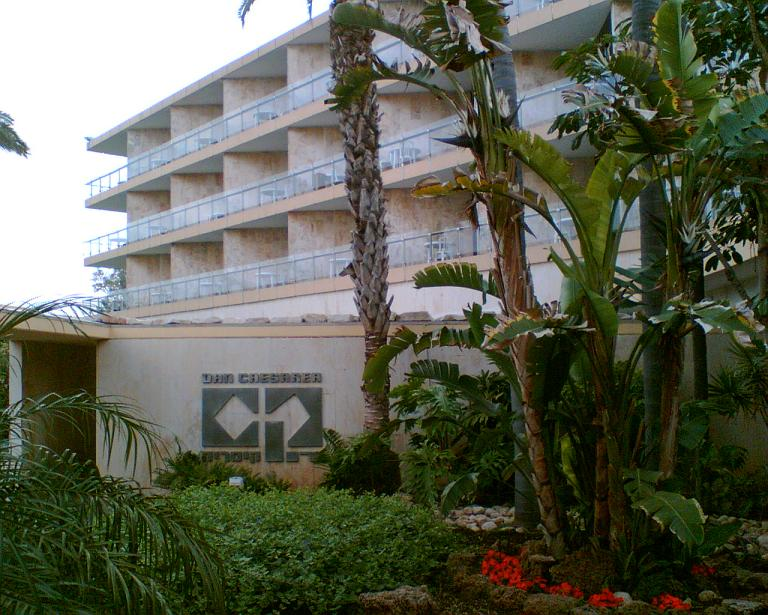
Отель «Дан Кейсария»
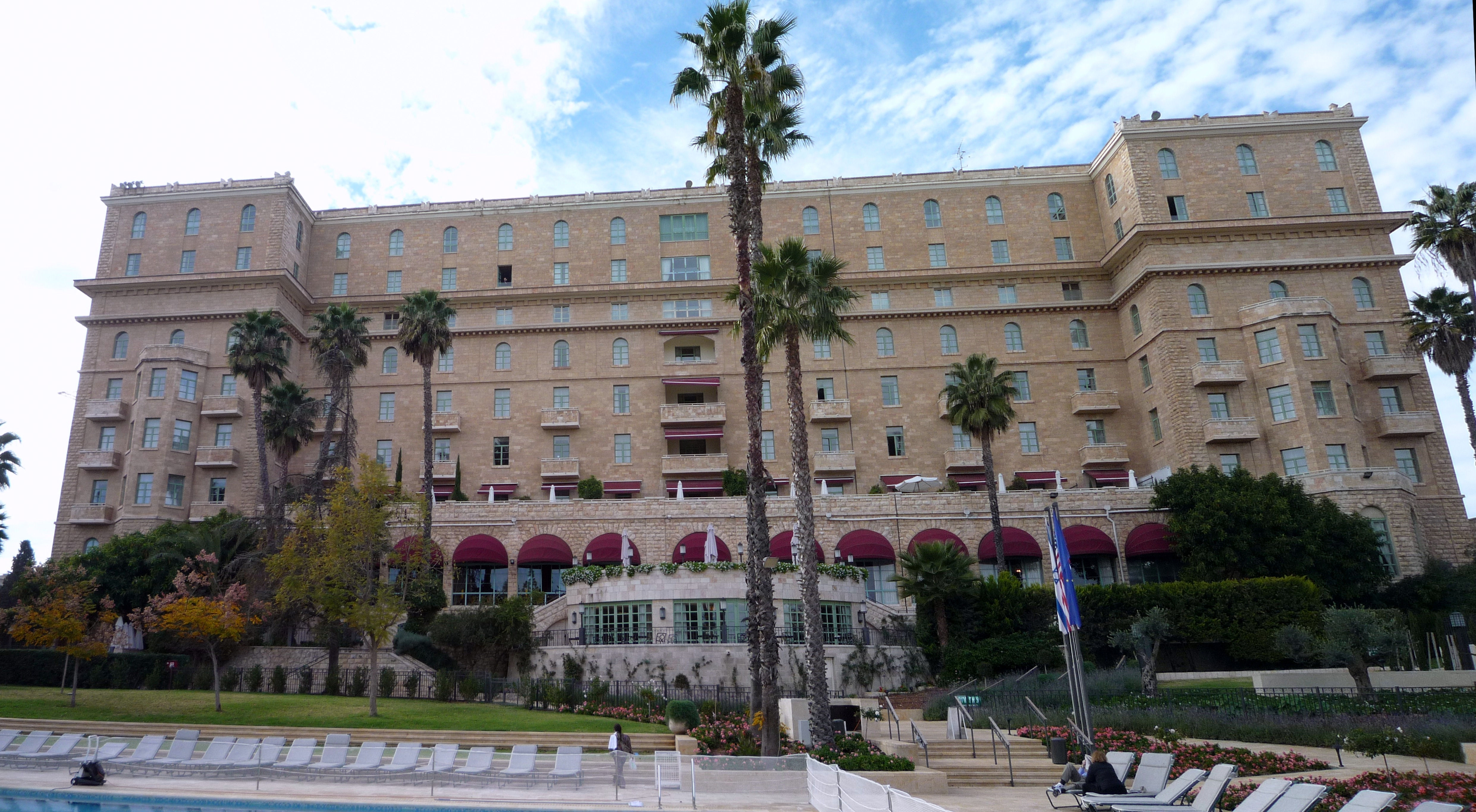
Отель «Царь Давид» в Иерусалиме, флагман сети
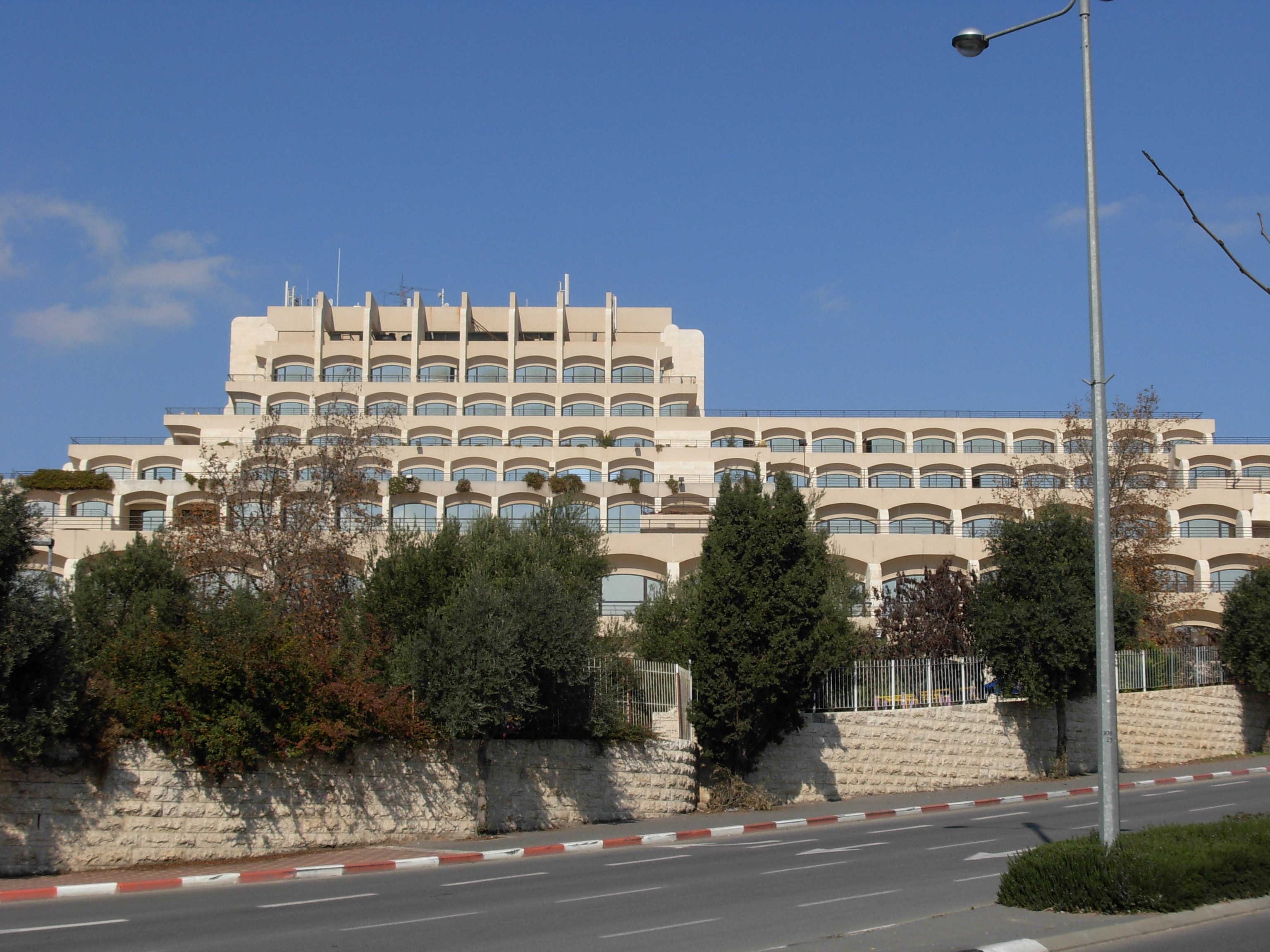
Отель «Dan Regency Jerusalem»

## Внешняя ссылка
- Официальный сайт компании